# `Abdu'l-Bahá
ʻAbdu'l-Bahá ( /əbˈdʊl_bəˈhɑː/; persa: عبد البهاء‎, 23 de mayo de 1844 – 28 de noviembre de 1921), nació como ʻAbbás, fue el hijo mayor de Baháʼu'lláh, fundador del bahaísmo, quien lo designó como su sucesor y líder del bahaísmo desde 1892 hasta 1921. ʻAbdu'l-Bahá fue posteriormente citado como el último de los tres "figuras centrales" de la religión, junto con Baháʼu'lláh y el Báb, y sus escritos y conversaciones autenticadas son considerados fuentes de la literatura sagrada bahaí.
Nació en Teherán en una familia aristocrática. A la edad de ocho años, su padre fue encarcelado durante una represión del gobierno contra el babismo y las posesiones de la familia fueron saqueadas, dejándolos en virtual pobreza. Su padre fue exiliado de su Irán natal, y la familia estableció su residencia en Bagdad en Irak, donde permanecieron durante diez años. Posteriormente, el estado otomano los llamó a Estambul antes de entrar en otro período de confinamiento en Edirne y finalmente en la ciudad-prisión de Acre. ʻAbdu'l-Bahá permaneció prisionero allí hasta que la Revolución de los Jóvenes Turcos lo liberó en 1908 a la edad de 64 años. Luego realizó varios viajes al Occidente para difundir el mensaje bahaí más allá de sus raíces en Oriente Medio, pero el inicio de la Primera Guerra Mundial lo dejó mayormente confinado a Haifa desde 1914 hasta 1918. La guerra reemplazó a las autoridades otomanas abiertamente hostiles con el mandato británico de Palestina, durante el cual fue nombrado Caballero Comandante de la Orden del Imperio Británico por su ayuda para evitar la hambruna tras la guerra.
En 1892, ʻAbdu'l-Bahá fue designado en el testamento de su padre para ser su sucesor y líder del bahaísmo. Sus Tablas del Plan Divino ayudaron a galvanizar a los bahaíes en América del Norte para difundir las enseñanzas bahaíes a nuevos territorios, y su Testamento sentó las bases para el actual orden administrativo bahaí. Muchos de sus escritos, oraciones y cartas se conservan, y sus discursos con los bahaíes occidentales enfatizan la propagación de la religión a finales de la década de 1890.
El nombre de pila de ʻAbdu'l-Bahá era ʻAbbás. Dependiendo del contexto, habría sido conocido como Mírzá ʻAbbás (persa) o ʻAbbás Effendi (turco), ambos equivalentes al inglés Sir ʻAbbás. Durante la mayor parte de su tiempo como líder del bahaísmo, utilizó y prefirió el título de ʻAbdu'l-Bahá ("servidor de Bahá", una referencia a su padre). En los textos bahaíes comúnmente se le menciona como "El Maestro".

## Primeros años
ʻAbdu'l-Bahá nació en Teherán, Persia (ahora Irán) el 23 de mayo de 1844 (5.º de Jamadiyu'l-Avval, 1260 AH), el hijo mayor de Baháʼu'lláh y Navváb. Nació la misma noche en que el Báb declaró su misión. Nombrado ʻAbbás al nacer, fue llamado así por su abuelo Mírzá ʻAbbás Núrí, un noble prominente y poderoso. Los primeros años de ʻAbdu'l-Bahá fueron moldeados por el papel prominente de su padre dentro de la comunidad Bábí. De niño, recordaba con cariño las interacciones con la Bábí Táhirih, describiendo cómo ella lo sentaba en su regazo, lo acariciaba y mantenía conversaciones sinceras, dejando en él una impresión duradera. Su infancia se caracterizó por momentos de felicidad y despreocupación. Las residencias de la familia en Teherán y el campo no solo eran cómodas, sino también bellamente adornadas. Junto a sus hermanos menores – una hermana, Bahíyyih, y un hermano, Mihdí – experimentó una vida de privilegio, alegría y comodidad. ʻAbdu'l-Bahá amaba jugar en los jardines con su hermana menor, fomentando un fuerte vínculo entre ellos. Durante sus años formativos, ʻAbdu'l-Bahá observó el compromiso de sus padres con diversos esfuerzos caritativos, incluyendo la conversión de parte de su hogar en una sala de hospital para mujeres y niños.
Debido a una vida marcada en gran medida por el exilio y la prisión, ʻAbdu'l-Bahá tuvo oportunidades limitadas para la educación formal. En su juventud, era costumbre que los niños de la nobleza, incluido ʻAbdu'l-Bahá, no asistieran a escuelas convencionales. En cambio, los nobles típicamente recibían una breve educación en casa, centrada en materias como la escritura sagrada, retórica, caligrafía y matemáticas básicas, con un enfoque en prepararse para la vida dentro de las cortes reales.
ʻAbdu'l-Bahá pasó solo un breve período en una escuela preparatoria tradicional a la edad de siete años durante un solo año. En cambio, su madre y su tío asumieron la responsabilidad de su educación temprana, pero la fuente principal de su aprendizaje fue su padre. En 1890, Edward Granville Browne describió a ʻAbdu'l-Bahá, diciendo que "uno más elocuente en el habla, más listo en el argumento, más apto en la ilustración, más íntimamente familiarizado con los libros sagrados de los judíos, los cristianos y los musulmanes... difícilmente se podría encontrar..."
Según relatos contemporáneos, ʻAbdu'l-Bahá era un niño elocuente y encantador. A la edad de siete años, enfrentó un problema grave de salud cuando contrajo tuberculosis, y su pronóstico sugería la muerte. Aunque la enfermedad remitió, esto marcó el comienzo de una lucha con episodios recurrentes de diversas enfermedades que persistirían a lo largo de su vida.
Un evento que afectó profundamente a ʻAbdu'l-Bahá durante su infancia fue el encarcelamiento de su padre cuando ʻAbdu'l-Bahá tenía ocho años; esta circunstancia llevó a un considerable declive en la situación económica de la familia, sometiéndolo a la pobreza y exponiéndolo a la hostilidad de otros niños en las calles. ʻAbdu'l-Bahá acompañó a su madre a visitar a Baháʼu'lláh, quien entonces estaba encarcelado en el infame calabozo subterráneo del Síyáh-Chál. Describió cómo "Vi un recinto oscuro y empinado. Entramos por un portal pequeño y estrecho y bajamos dos escalones, pero más allá de ellos nada podía verse. De repente, en medio de la escalera, oímos Su bendita voz: 'No le traigáis aquí', y así me volvieron a sacar fuera".

## Bagdad
Baháʼu'lláh fue finalmente liberado de la prisión, pero ordenado al exilio, y ʻAbdu'l-Bahá, entonces de ocho años, se unió a su padre en el viaje a Bagdad en el invierno (enero a abril) de 1853. Durante el viaje ʻAbdu'l-Bahá sufrió de congelación. Después de un año de dificultades, Baháʼu'lláh se ausentó para no seguir enfrentando el conflicto con Mirza Yahya y se ocultó secretamente en las montañas de Sulaymaniyah en abril de 1854, un mes antes del décimo cumpleaños de ʻAbdu'l-Bahá. El pesar mutuo resultó en que ʻAbdu'l-Bahá, su madre y hermana se convirtieran en compañeros constantes. ʻAbdu'l-Bahá era particularmente cercano a ambos, y su madre participó activamente en su educación y crianza. Durante los dos años de ausencia de su padre, ʻAbdu'l-Bahá asumió el deber de gestionar los asuntos de la familia, antes de su edad de madurez (14 en la sociedad del Medio Oriente). Se ocupaba en la lectura y, en un momento en que las escrituras copiadas a mano eran el medio principal de publicación, también se dedicaba a copiar los escritos del Báb.
En 1856, llegaron noticias a la familia y amigos sobre un asceta que mantenía charlas con líderes sufíes locales, lo que despertó esperanzas de que pudiera ser Bahá’u’lláh. Inmediatamente, miembros de la familia y amigos fueron en busca del esquivo derviche y en marzo trajeron a Baháʼu'lláh de regreso a Bagdad. Pronto ʻAbdu'l-Bahá se convirtió en el secretario y escudo de su padre. Durante la estancia en la ciudad, ʻAbdu'l-Bahá creció de niño a joven, y fue recordado por su caridad. Habiendo alcanzado la edad de madurez, ʻAbdu'l-Bahá fue visto regularmente en las mezquitas de Bagdad discutiendo temas religiosos y las escrituras como un joven. Mientras estaba en Bagdad, ʻAbdu'l-Bahá compuso un comentario a petición de su padre sobre la tradición musulmana de "Yo era un Tesoro Oculto" para un líder sufí llamado ʻAlí Shawkat Páshá. ʻAbdu'l-Bahá tenía quince o dieciséis años en ese momento y ʻAlí Shawkat Páshá consideró el ensayo de más de 11,000 palabras como una hazaña notable para alguien de su edad. En 1863, en lo que se conoció como el Jardín de Ridván, su padre Baháʼu'lláh anunció a unos pocos compañeros que él era la manifestación de Dios y Aquel a quien Dios hará manifiesto, cuya venida había sido predicha por el Báb. En el octavo día de los doce días, se cree que ʻAbdu'l-Bahá fue la primera persona a quien Baháʼu'lláh reveló su declaración.

## Estambul/Adrianópolis

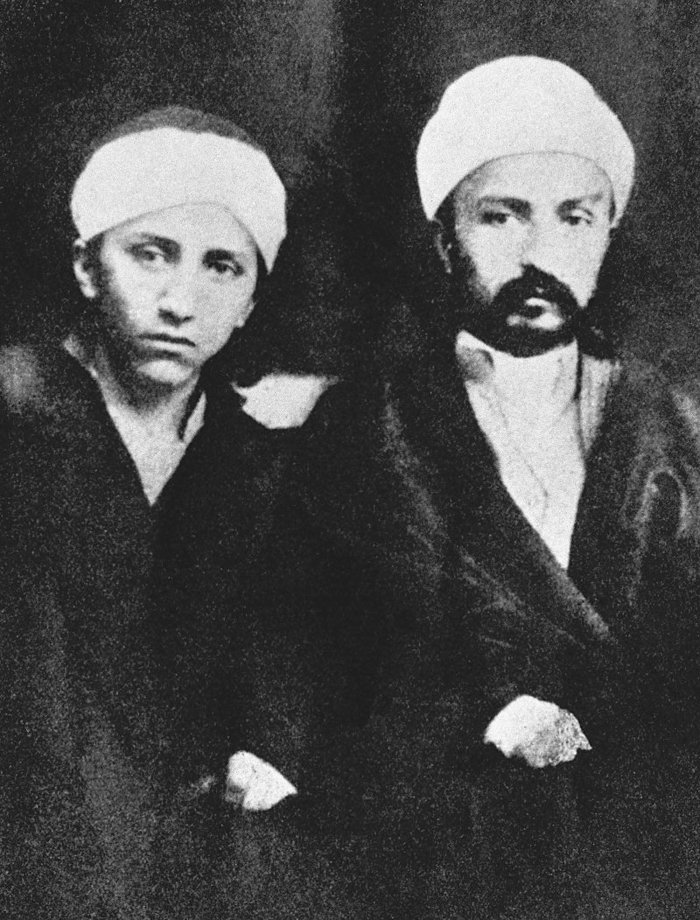
ʻAbdu'l-Bahá (derecha) con su hermano Mírzá Mihdí

En 1863, Baháʼu'lláh fue llamado a Estambul, y por lo tanto su familia, incluyendo a ʻAbdu'l-Bahá, que entonces tenía dieciocho años, lo acompañó en su viaje de 110 días. El viaje a Constantinopla fue otro viaje agotador, y ʻAbdu'l-Bahá ayudó a alimentar a los exiliados. Fue aquí donde su posición se volvió más prominente entre los bahaíes. Esto fue aún más solidificado por la Tabla de la Rama de Bahá’u’lláh, en la cual constantemente exalta las virtudes y la posición de su hijo. Bahá’u’lláh y su familia fueron pronto exiliados a Adrianópolis, y en este viaje ʻAbdu'l-Bahá nuevamente sufrió de congelaciones.
En Adrianópolis, ʻAbdu'l-Bahá fue considerado como el único consolador de su familia, en particular de su madre. En este momento, los bahaíes conocían a ʻAbdu'l-Bahá como "el Maestro", y los no bahaíes como ʻAbbás Effendi ("Effendi" significa "Señor"). Fue en Adrianópolis donde Baháʼu'lláh se refirió a su hijo como "el Misterio de Dios". El título de "Misterio de Dios" simboliza, según los bahaíes, que ʻAbdu'l-Bahá no es una manifestación de Dios, sino que en la persona de ʻAbdu'l-Bahá "se han unido y armonizado completamente las incompatibles características de una naturaleza humana y de una sobrehumana sabiduría y perfección." Baháʼu'lláh otorgó a su hijo muchos otros títulos como G͟husn-i-Aʻzam (que significa  "Rama Más Poderosa"), la "Rama de la Santidad", "el Centro del Convenio" y la niña de sus ojos. Al enterarse de otro exilio de Bahá'u'lláh, esta vez a Palestina, ʻAbdu'l-Bahá ("el Maestro") quedó devastado al escuchar la noticia de que él y su familia iban a ser exiliados por separado de Baháʼu'lláh. Fue, según los bahaíes, gracias a su intercesión que la idea fue revertida y el resto de la familia pudo ser exiliada en conjunto.

## Acre

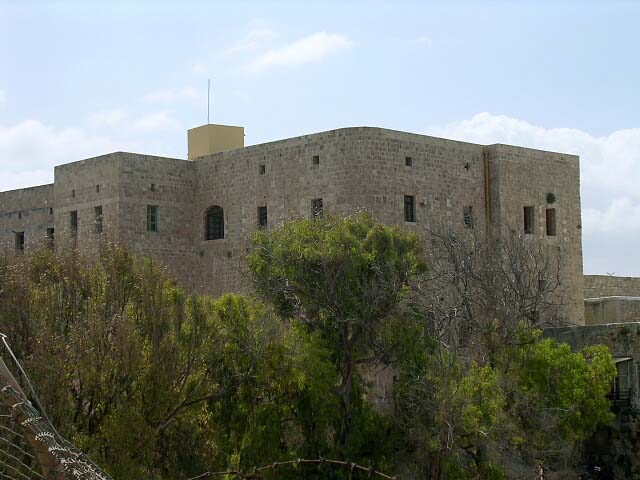
Prisión en Acre donde Baháʼu'lláh y su familia estuvieron alojados.

A la edad de 24 años, ʻAbdu'l-Bahá era claramente el administrador principal de su padre y un miembro destacado de la comunidad bahaí. En 1868 Baháʼu'lláh y su familia fueron exiliados a la colonia penal de Acre, donde se esperaba que la familia pereciera. La llegada a Acre fue angustiosa para la familia y los exiliados cuando fueron recibidos por una población local hostil. Cuando se les dijo que las mujeres debían sentarse sobre los hombros de los hombres para llegar a la costa, ʻAbdu'l-Bahá consiguió sillas para llevar a las mujeres a tierra. Su hermana y su padre cayeron gravemente enfermos. ʻAbdu'l-Bahá logró obtener algún anestésico y cuidó a los enfermos. Los bahaíes fueron encarcelados bajo condiciones horrendas en un conjunto de celdas cubiertas de excremento y suciedad. ʻAbdu'l-Bahá mismo cayó gravemente enfermo de disentería, y un soldado comprensivo permitió que un médico lo atendiera. La población los rechazaba, los soldados los trataban mal, y el comportamiento de Siyyid Muhammad-i-Isfahani (un Azali) empeoró la situación. La moral disminuyó aún más con la muerte accidental del hermano menor de ʻAbdu'l-Bahá, Mírzá Mihdí, a la edad de 22 años. El afligido ʻAbdu'l-Bahá mantuvo una vigilia durante toda la noche junto al cuerpo de su hermano.

### Más tarde en Acre
Con el tiempo, asumió gradualmente la responsabilidad de las relaciones entre la pequeña comunidad exiliada bahaí y el mundo exterior. Fue a través de su interacción con la gente de Acre que reconocieron la inocencia de los bahaíes, y así se aliviaron las condiciones de encarcelamiento. Cuatro meses después de la muerte de Mihdí, la familia se mudó de la prisión a la Casa de ʻAbbúd. Gradualmente, el respeto de la población local por los bahaíes aumentó, y en particular, por ʻAbdu'l-Bahá, quien pronto se convirtió en una figura muy apreciada en la colonia penal. Myron Henry Phelps, un adinerado abogado de Nueva York, describió cómo "una multitud de seres humanos... sirios, árabes, etíopes y muchos otros", todos esperaban para hablar y recibir a ʻAbdu'l-Bahá. Con el paso del tiempo, ʻAbdu'l-Bahá pudo alquilar alojamientos alternativos para la familia, y al final la familia se trasladó a la Mansión de Bahjí alrededor de 1879, cuando una epidemia hizo que sus residentes huyeran.
ʻAbdu'l-Bahá emprendió una historia de la religión Bábí a través de la publicación de Una Narración del Viajero (Makála-i-Shakhsí Sayyáh) en 1886, posteriormente traducida y publicada en 1891 a través de la Universidad de Cambridge por medio de Edward Granville Browne.

### Matrimonio y vida familiar
Cuando ʻAbdu'l-Bahá era un joven, había mucha especulación entre los bahaíes sobre con quién se casaría. Varias jóvenes eran vistas como posibles candidatas para el matrimonio, pero ʻAbdu'l-Bahá parecía no inclinado al matrimonio. El 8 de marzo de 1873, a instancias de su padre, ʻAbdu'l-Bahá, de veintiocho años, se casó con Fátimih Nahrí de Isfahán (1847–1938), una joven de veinticinco años de una familia de clase alta de la ciudad. Su padre era Mírzá Muḥammad ʻAlí Nahrí de Isfahán, un eminente bahaí con conexiones prominentes. Fátimih fue traída de Persia a Acre después de que tanto Baháʼu'lláh como su esposa Navváb expresaran interés en que ella se casara con ʻAbdu'l-Bahá. Después de un agotador viaje de Isfahán a Acre, finalmente llegó acompañada por su hermano en 1872. La joven pareja estuvo comprometida durante unos cinco meses antes de que el matrimonio en sí comenzara. Mientras tanto, Fátimih vivió en la casa del tío de ʻAbdu'l-Bahá, Mírzá Músá. Según sus memorias posteriores, Fátimih se enamoró de ʻAbdu'l-Bahá al verlo. Fátimih recibió el nombre Munírih de Baháʼu'lláh. Munírih es un título que significa "Luminosa".
El matrimonio resultó en nueve hijos. El primero en nacer fue un hijo, Mihdí Effendi, quien murió a los 3 años aproximadamente. Le siguieron Ḍíyáʼíyyih K͟hánum, Fuʼádíyyih K͟hánum (que murió muy joven), Rúhangíz Khánum (fallecida en 1893), Túbá Khánum, Husayn Effendi (fallecido en 1887 a los 5 años), Túbá K͟hánum, Rúhá K͟hánum (madre de Munib Shahid) y Munnavar K͟hánum. La muerte de sus hijos causó a ʻAbdu'l-Bahá un inmenso dolor; en particular, la muerte de su hijo Husayn Effendi ocurrió en un momento difícil tras el fallecimiento de su madre y de su tío. Los hijos sobrevivientes (todas hijas) fueron: Ḍíyáʼíyyih K͟hánum (madre de Shoghi Effendi) (fallecida en 1951), Túbá K͟hánum (1880–1959), Rúḥá K͟hánum y Munavvar K͟hánum (fallecida en 1971). Baháʼu'lláh deseó que los bahíes siguieran el ejemplo de ʻAbdu'l-Bahá y se alejaran gradualmente de la poligamia. El matrimonio de ʻAbdu'l-Bahá con una mujer y su elección de permanecer monógamo, siguiendo el consejo de su padre y su propio deseo, legitimó la práctica de la monogamia para un pueblo que hasta entonces había considerado la poligamia como un modo de vida justo.

## Primeros años de su ministerio
Después de que Baháʼu'lláh murió el 29 de mayo de 1892, el Libro del Convenio de Baháʼu'lláh (su testamento) nombró a ʻAbdu'l-Bahá como el Centro del Convenio, sucesor e intérprete de los escritos de Baháʼu'lláh.
Baháʼu'lláh designa a su sucesor con los siguientes versos:

La Voluntad del divino Testador es ésta: Incumbe a los Aghsán, a los Afnán, a mis parientes, a todos y cada uno de ellos, volver sus rostros hacia la Más Poderosa Rama. Examinad lo que hemos revelado en nuestro Libro Más Sagrado: "Cuando el océano de mi presencia haya menguado y el Libro de mi Revelación haya concluido, volved vuestros rostros hacia Aquel que Dios ha designado, que ha brotado de esta antigua Raíz". Este verso sagrado no alude sino a la Más Poderosa Rama ['Abdu'l-Bahá]. De este modo os hemos revelado benévolamente nuestra potente Voluntad, y en verdad Yo soy el Munífico, el Todopoderoso. Ciertamente, Dios ha ordenado que la posición de la Rama Mayor [Muhammad 'Alí] esté por debajo de la que ocupa la Más Grande Rama ['Abdu'l-Bahá]. Él es en verdad el Ordenador, el Omnisapiente. Hemos decidido que "la Mayor" vaya después de "la Más Grande" según ha sido decretado por Aquel que es el Sapientísimo, el Informado de todo.
Baháʼu'lláh (1873–1892)

En el testamento de Baháʼu'lláh, el medio hermano de ʻAbdu'l-Bahá, Muhammad ʻAlí, fue mencionado por nombre como subordinado a ʻAbdu'l-Bahá. Muhammad ʻAlí se puso celoso de ‘Abdu’l-Bahá y se propuso establecer autoridad para sí mismo como un líder alternativo con el apoyo de sus hermanos Badi’u'llah y Ḍíyáʼu'llah. Comenzó a mantener correspondencia con los bahá'ís en Irán, inicialmente en secreto, sembrando dudas en las mentes de otros sobre ʻAbdu'l-Bahá. Mientras que la mayoría de los bahá'ís seguían a ʻAbdu'l-Bahá, un pequeño grupo siguió a Muhammad ʻAlí, incluyendo a prominentes bahá’ís como Mirza Javad y Ibrahim George Kheiralla, un temprano misionero bahá'í en América.
Muhammad ʻAlí y Mirza Javad comenzaron a acusar abiertamente a ʻAbdu'l-Bahá de asumir demasiado poder, sugiriendo que se creía una Manifestación de Dios, igual en estatus a Baháʼu'lláh. Fue en este momento que ʻAbdu'l-Bahá, para contrarrestar las acusaciones en su contra, declaró en tabletas dirigidas a Occidente que debía ser conocido como "ʻAbdu'l-Bahá," una frase árabe que significa el Siervo de Bahá, para dejar claro que no era una Manifestación de Dios y que su posición era solo de servidumbre. ʻAbdu'l-Bahá dejó un Testamento que establecía el marco de la administración del bahaísmo, cuyas dos instituciones más altas eran la Casa Universal de Justicia y la Guardianía, para la cual nombró a su nieto Shoghi Effendi como el Guardián. Con la excepción de ʻAbdu'l-Bahá y Shoghi Effendi, Muhammad ʻAlí fue apoyado por todos los demás parientes masculinos de Baháʼu'lláh, incluyendo al padre de Shoghi Effendi, Mírzá Hádí Shírází. Sin embargo, en general, los bahá'ís experimentaron muy poca repercusión de la propaganda de Muhammad ʻAlí y sus aliados; en el área de Acre, los seguidores de Muhammad ʻAlí representaban a seis familias como máximo, no tenían actividades religiosas comunes, y estaban casi completamente asimilados en la sociedad musulmana.
Las religiones en el pasado enfrentaron cismas y desviaciones doctrinales tras la muerte de sus profetas fundadores. Sin embargo, ʻAbdu'l-Bahá logró preservar la unidad y la integridad doctrinal del bahaísmo, incluso frente a serias amenazas por la oposición de su medio hermano. Su éxito es especialmente notable dado que, incluso en medio de estos ataques, su liderazgo impulsó una considerable expansión de la comunidad bahaí más allá de sus raíces culturales y geográficas iniciales.

### Primeros peregrinos occidentales

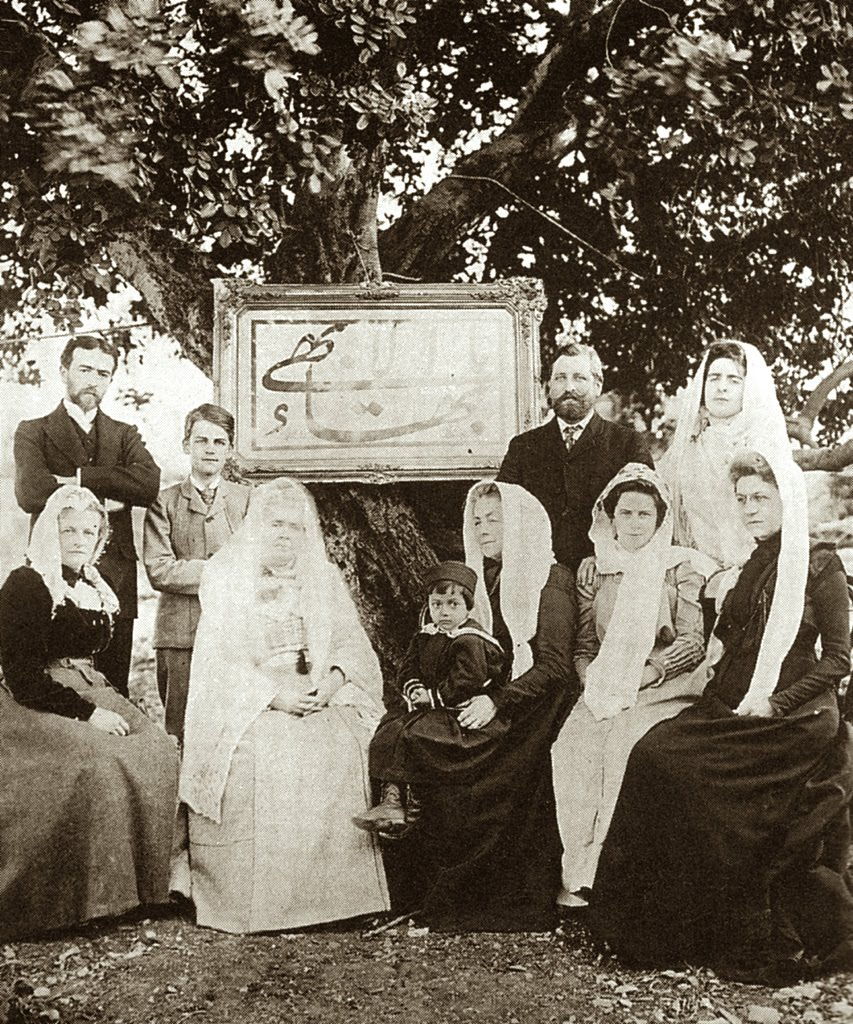
Primeros peregrinos bahaíes occidentales. De pie de izquierda a derecha: Charles Mason Remey, Sigurd Russell, Edward Getsinger y Laura Clifford Barney; Sentadas de izquierda a derecha: Ethel Jenner Rosenberg, Madam Jackson, Shoghi Effendi, Helen Ellis Cole, Lua Getsinger, Emogene Hoagg

A finales de 1898, los peregrinos occidentales comenzaron a viajar a Acre en peregrinación para visitar a ʻAbdu'l-Bahá; este grupo de peregrinos, que incluía a Phoebe Hearst, fue la primera vez que los bahaíes surgidos en Occidente se encontraron con ʻAbdu'l-Bahá. El primer grupo llegó en 1898 y durante finales de 1898 a principios de 1899, los bahá'ís occidentales visitaron a ʻAbdu'l-Bahá esporadicamente. El grupo era relativamente joven y estaba compuesto principalmente por mujeres de la alta sociedad estadounidense en sus 20 años. El grupo de occidentales despertó sospechas entre las autoridades, y, en consecuencia, el confinamiento de ʻAbdu'l-Bahá se intensificó. Durante la siguiente década, ʻAbdu'l-Bahá estaría en comunicación constante con los bahá'ís de todo el mundo, animándolos a enseñar la religión; el grupo incluía a Susan Moody, Lua Getsinger, Laura Clifford Barney, Herbert Hopper y May Ellis Bolles en París (todos estadounidenses); el inglés Thomas Breakwell; y el francés Hippolyte Dreyfus fr. Fue Laura Clifford Barney quien, al hacer preguntas a ʻAbdu'l-Bahá durante varios años y muchas visitas a Haifa, compiló lo que más tarde se convertiría en el libro Some Answered Questions.

### Ministerio, 1901–1912
Durante los últimos años del siglo XIX, mientras ʻAbdu'l-Bahá seguía siendo oficialmente un prisionero y estaba confinado en Acre, organizó la transferencia de los restos del Báb de Irán a Palestina. Luego organizó la compra de tierras en Monte Carmelo, que Baháʼu'lláh había indicado que deberían usarse para colocar los restos del Báb, y organizó la construcción del Santuario del Báb. Este proceso tomó otros 10 años. Con el aumento de la cantidad de peregrinos que visitaban a ʻAbdu'l-Bahá, Muhammad ʻAlí conspiró con las autoridades otomanas para reintroducir términos más estrictos en el encarcelamiento de ʻAbdu'l-Bahá en agosto de 1901. Sin embargo, para 1902, debido al apoyo del Gobernador de Acre, la situación se alivió notablemente; aunque los peregrinos pudieron una vez más visitar a ʻAbdu'l-Bahá, todavía estaba confinado a la ciudad. En febrero de 1903, dos seguidores de Muhammad ʻAlí, incluidos Badiʻu'llah y Siyyid ʻAliy-i-Afnán, rompieron con Muhammad ʻAlí y escribieron libros y cartas dando detalles de las conspiraciones de Muhammad ʻAlí y señalando que lo que circulaba sobre ʻAbdu'l-Bahá era una invención.
De 1902 a 1904, incluso mientras ‘Abdu’l-Bahá dirigía la construcción del Santuario del Báb, inició la ejecución de dos proyectos adicionales; la restauración de la Casa del Báb en Shiraz, Irán y la construcción de la primera Casa de Adoración Bahaí en Asjabad, Turkmenistán. ʻAbdu'l-Bahá pidió a Aqa Mirza Aqa coordinar la restauración de la casa del Báb a su estado en el momento de la declaración del Báb a Mulla Husayn en 1844; también confió el trabajo en la Casa de Adoración a Vakil-u'd-Dawlih.
En su papel como líder de la Fe bahá’í, ‘Abdu’l-Bahá ocasionalmente se comunicaba con líderes de pensamiento para ofrecer comentarios y orientación basados en las enseñanzas bahá’ís, y en defensa de la comunidad bahá’í. Durante este período, ʻAbdu'l-Bahá se comunicó con varios Jóvenes Turcos, que buscaban reformar el reinado del Sultán Abdul Hamid II, incluyendo a Namık Kemal, Ziya Pasha y Midhat Pasha. Él enfatizó que los bahá’ís "buscan la libertad y aman la libertad, esperan la igualdad, son bien intencionados hacia la humanidad y están listos para sacrificar sus vidas para unir a la humanidad", pero con un enfoque más amplio que los Jóvenes Turcos. Abdullah Cevdet, uno de los fundadores del Comité de Unión y Progreso que consideraba la Fe bahá’í un paso intermedio entre el Islam y el abandono final de la creencia religiosa, sería juzgado por la defensa de los bahá’ís en una revista que fundó.
‘Abdu'l-Bahá también tuvo contacto con líderes militares, incluyendo a individuos como Bursalı Mehmet Tahir Bey y Hasan Bedreddin. Este último, quien en un período anterior estuvo involucrado en el derrocamiento de Sultán Abdülaziz en 1876, es comúnmente conocido como Bedri Paşa o Bedri Pasha y es referido en fuentes bahaíes persas como Bedri Bey (Badri Beg). Probablemente llegó a conocer a ‘Abdu’l-Baha alrededor de 1898 cuando servía en la administración otomana en Acre. Fuentes persas lo citan como un bahaí y quien tradujo las obras de ‘Abdu'l-Baha al francés. ‘Abdu’l-Bahá continuó comunicándose con él durante varios años cuando fue gobernador de Albania.
ʻAbdu'l-Bahá también se reunió con Muhammad Abduh, una de las figuras clave del Modernismo Islámico y el movimiento Salafista, en Beirut, en un momento en que los dos hombres compartían objetivos similares de reforma religiosa. Rashid Rida afirma que durante sus visitas a Beirut, ʻAbdu'l-Bahá asistía a las sesiones de estudio de Abduh. Con respecto a los encuentros entre ʻAbdu'l-Bahá y Muhammad ʻAbduh, Shoghi Effendi afirma que "Sus varias entrevistas con el conocido Shaykh Muhammad ʻAbdu sirvieron para aumentar enormemente el creciente prestigio de la comunidad y difundir la fama de su miembro más distinguido."
Debido a las acusaciones de Muhammad ʻAli contra él, una Comisión de Investigación entrevistó a ʻAbdu'l-Bahá en 1905, casi resultando en su exilio a Fezzan. En respuesta, ʻAbdu'l-Bahá escribió una carta al sultán protestando que sus seguidores se abstienen de involucrarse en política partidista y que su tariqa había guiado a muchos estadounidenses al Islam. Los siguientes años en Acre estuvieron relativamente libres de presiones y los peregrinos pudieron venir y visitar a ʻAbdu'l-Bahá. Para 1909, el mausoleo del Santuario del Báb estaba terminado.

## Viajes al Oeste

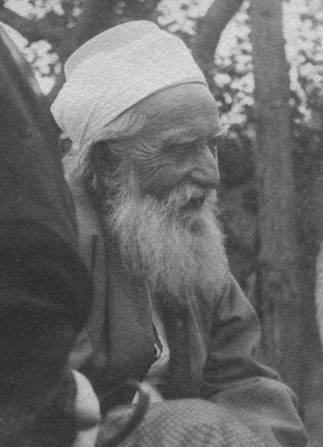
ʻAbdu'l-Bahá, durante su viaje a los Estados Unidos

La revolución de los Jóvenes Turcos en 1908 liberó a todos los prisioneros políticos y religiosos en el Imperio Otomano, y ʻAbdu'l-Bahá fue liberado de su encarcelamiento. Su primera acción tras su liberación fue visitar el Santuario de Bahá'u'lláh en Bahji. Aunque ʻAbdu'l-Bahá continuó viviendo en Acre inmediatamente después de la revolución, pronto se mudó para vivir en Haifa cerca del Santuario del Báb. En 1910, con la libertad de salir del país, emprendió un viaje de tres años a Egipto, Europa y América del Norte, difundiendo el mensaje bahaí.
De agosto a diciembre de 1911, ʻAbdu'l-Bahá visitó ciudades en Europa, incluyendo Londres, Bristol y París. El propósito de estos viajes fue apoyar a las comunidades bahaíes en el oeste y continuar difundiendo las enseñanzas de su padre.
Al año siguiente, emprendió un viaje mucho más extenso a los Estados Unidos y Canadá para difundir una vez más las enseñanzas de su padre. Llegó a la ciudad de Nueva York el 11 de abril de 1912, después de rechazar una oferta de pasaje en el RMS Titanic, diciendo a los creyentes bahaíes, en su lugar, que "donaran esto a la caridad." Viajó en cambio en una embarcación más lenta, el RMS Cedric, y citó su preferencia por un viaje más largo por mar como la razón. Después de enterarse del hundimiento del Titanic el 16 de abril, se le citó diciendo "Se me pidió que viajara en el Titanic, pero mi corazón no me impulsó a hacerlo." Aunque pasó la mayor parte de su tiempo en Nueva York, visitó Chicago, Cleveland, Pittsburgh, Washington D. C., Boston y Filadelfia. En agosto del mismo año, comenzó un viaje más extenso a lugares como New Hampshire, la escuela de Green Acre en Maine, y Montreal (su única visita a Canadá). Luego viajó hacia el oeste a Minneapolis, Minnesota; San Francisco; Stanford; y Los Ángeles, California, antes de regresar al este a finales de octubre. El 5 de diciembre de 1912 zarpó de regreso a Europa.
Durante su visita a América del Norte, visitó muchas misiones, iglesias y grupos, además de tener numerosas reuniones en casas de bahaíes, y ofrecer innumerables encuentros personales con cientos de personas. Durante sus charlas proclamó principios bahaíes como la unidad de Dios, unidad de las religiones, unidad de la humanidad, igualdad de mujeres y hombres, la paz mundial y la justicia económica. También insistió en que todas sus reuniones estuviesen abiertas a todas las razas.
Su visita y charlas fueron el tema de cientos de artículos en periódicos. En Boston, los reporteros le preguntaron a ʻAbdu'l-Bahá por qué había venido a América, y él declaró que había venido para participar en conferencias sobre la paz y que solo dar mensajes de advertencia no es suficiente. La visita de ʻAbdu'l-Bahá a Montreal proporcionó una cobertura notable en la prensa; en la noche de su llegada, el editor del Montreal Daily Star se reunió con él y ese periódico junto con The Montreal Gazette, Montreal Standard, Le Devoir y La Presse entre otros, informaron sobre las actividades de ʻAbdu'l-Bahá. Los titulares en esos periódicos incluían "Maestro persa predica la paz", "Racismo es incorrecto, dice sabio oriental, la lucha y la guerra son causadas por prejuicios religiosos y nacionales", y "Apóstol de la paz se reúne con socialistas, el novedoso plan de Abdul Baha para la distribución del excedente de riqueza". El Montreal Standard, que se distribuía en todo Canadá, mostró tanto interés que republicó los artículos una semana después; la Gazette publicó seis artículos y el periódico de mayor tamaño en idioma francés de Montreal publicó dos artículos sobre él. Su visita a Montreal en 1912 también inspiró al humorista Stephen Leacock a parodiarlo en su exitoso libro de 1914 Arcadian Adventures with the Idle Rich. En Chicago, un titular de periódico incluía "Su Santidad nos visita, no Pío X sino A. Bahá," y la visita de ʻAbdu'l-Bahá a California fue reportada en el Palo Altan.
De regreso en Europa, visitó Londres, Edimburgo, París (donde permaneció durante dos meses), Stuttgart, Budapest y Viena. Finalmente, el 12 de junio de 1913, regresó a Egipto, donde permaneció durante seis meses antes de regresar a Haifa.
El 23 de febrero de 1914, en vísperas de la Primera Guerra Mundial, ʻAbdu'l-Bahá recibió al barón Edmond James de Rothschild, miembro de la familia bancaria Rothschild que fue un destacado defensor y financista del movimiento sionista, durante uno de sus primeros viajes a Palestina.

## Años finales (1914–1921)

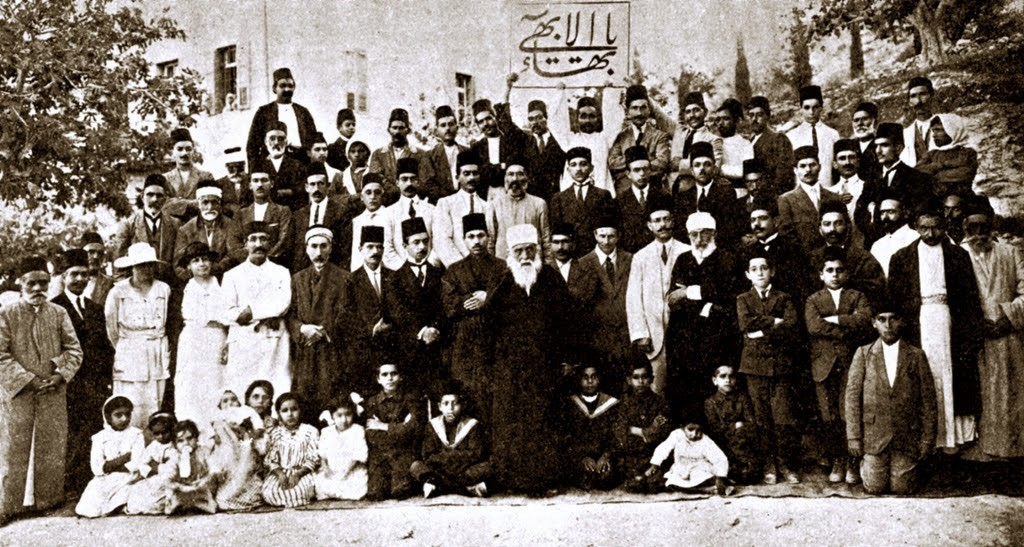
ʻAbdu'l-Bahá en el Monte Carmelo con peregrinos en 1919

Durante la Primera Guerra Mundial (1914–1918), ʻAbdu'l-Bahá permaneció en Palestina y no pudo viajar. Mantuvo una correspondencia limitada, que incluyó las Tablas del Plan Divino, una colección de catorce cartas dirigidas a los bahá'ís de Norteamérica, descritas más tarde como una de las tres "cartas" de la fe bahá'í. Las cartas asignan un papel de liderazgo a los bahá'ís de Norteamérica para difundir la religión por todo el planeta.
Haifa estaba bajo una amenaza real de bombardeo aliado, suficiente para que ʻAbdu'l-Bahá y otros bahaíes se retiraran temporalmente a las colinas al este de Acre.
ʻAbdu'l-Bahá también estaba bajo amenazas de Cemal Paşa, el jefe militar otomano que en un momento expresó su deseo de crucificarlo y destruir las propiedades bahaíes en Palestina. La rápida ofensiva de Megiddo del británico general Allenby arrasó con las fuerzas turcas en Palestina antes de que se causara daño a los bahaíes, y la guerra terminó menos de dos meses después.

### Período de posguerra

El anciano ʻAbdu'l-Bahá

La conclusión de la Primera Guerra Mundial llevó a que las autoridades otomanas, abiertamente hostiles, fueran reemplazadas por el más amigable mandato británico, lo que permitió una renovación de correspondencia, peregrinaciones y el desarrollo de las propiedades del Centro Mundial Bahaí. Fue durante este resurgimiento de la actividad que el bahaísmo vio una expansión y consolidación en lugares como Egipto, el Cáucaso, Irán, Turkmenistán, América del Norte y Asia del Sur bajo el liderazgo de ʻAbdu'l-Bahá.
El fin de la guerra provocó varios desarrollos políticos sobre los cuales ʻAbdu'l-Bahá comentó. La Liga de Naciones se formó en enero de 1920, representando la primera instancia de seguridad colectiva a través de una organización mundial. ʻAbdu'l-Bahá había escrito en 1875 sobre la necesidad de establecer una "Unión de las naciones del mundo", y elogió el intento a través de la Liga de Naciones como un paso importante hacia ese objetivo. También dijo que era "incapaz de establecer la Paz Universal" porque no representaba a todas las naciones y solo tenía un poder trivial sobre sus Estados miembros. Aproximadamente al mismo tiempo, el Mandato británico apoyó la continua inmigración de judíos a Palestina. ʻAbdu'l-Bahá mencionó la inmigración como un cumplimiento de la profecía, y animó a los sionistas a desarrollar la tierra y "elevar el país para todos sus habitantes... No deben trabajar para separar a los judíos de los otros palestinos."

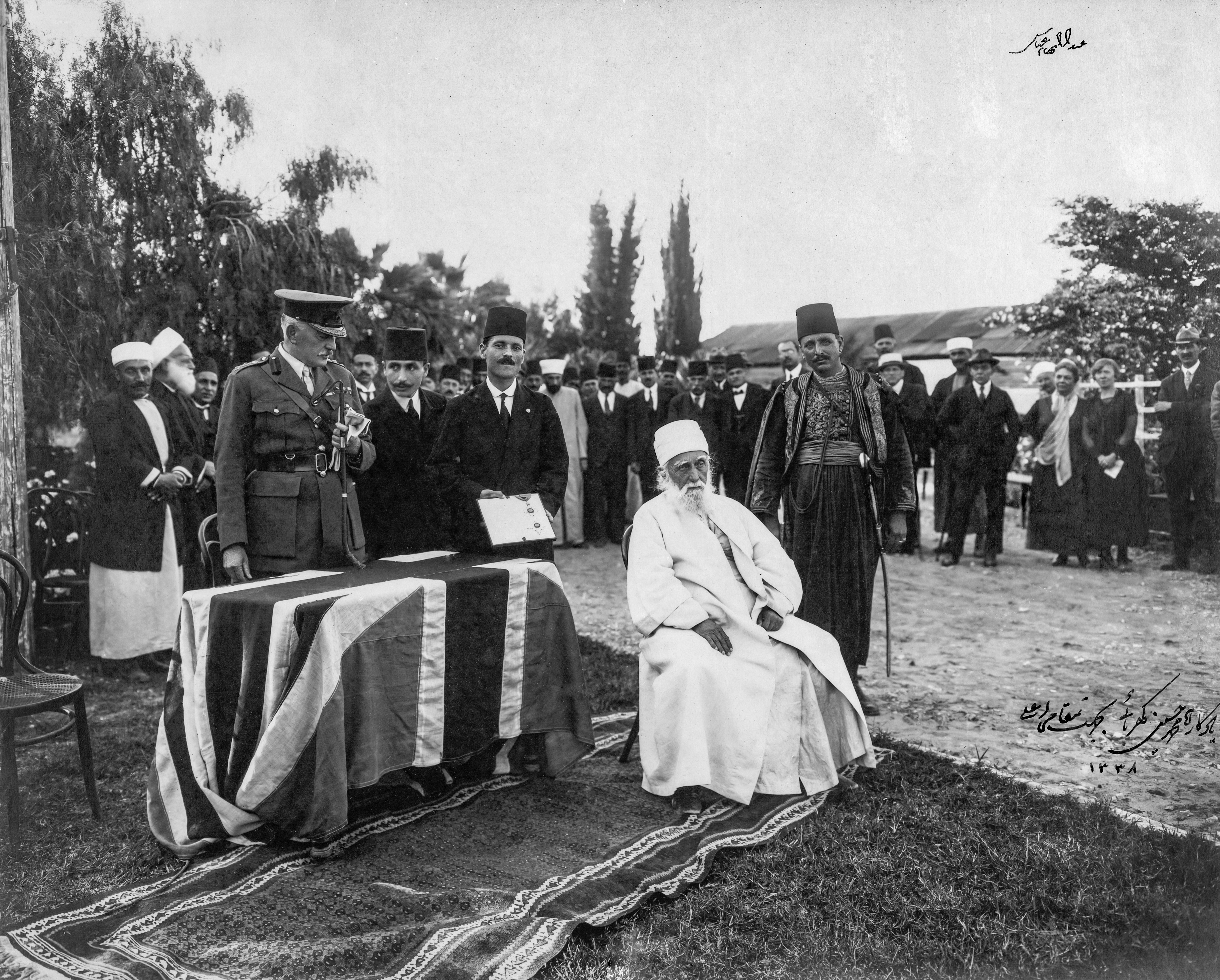
ʻAbdu'l-Bahá en su ceremonia de investidura como Caballero Comendador de la Orden del Imperio Británico, abril de 1920

La guerra también dejó la región en hambruna. En 1901, ʻAbdu'l-Bahá había comprado alrededor de 1704 acres de matorrales cerca del río Jordán y para 1907 muchos bahá'ís de Irán habían comenzado a aparceríar en la tierra. ʻAbdu'l-Bahá recibía entre el 20 y el 33% de su cosecha (o equivalente en efectivo), que se enviaba a Haifa. Con la guerra aún en curso en 1917, ʻAbdu'l-Bahá recibió una gran cantidad de trigo de los cultivos, y también compró otro trigo disponible y lo envió de regreso a Haifa. El trigo llegó justo después de que los británicos capturaran Palestina, y como tal se distribuyó ampliamente para mitigar la hambruna. Por este servicio para evitar una hambruna en el norte de Palestina, recibió el honor de Knight Commander of the Order of the British Empire en una ceremonia celebrada en su honor en la casa del Gobernador británico el 27 de abril de 1920. Fue posteriormente visitado por General Allenby, Rey Faisal (posteriormente Rey de Irak), Herbert Samuel (Alto Comisionado para Palestina), y Ronald Storrs (Gobernador Militar de Jerusalén).

### Muerte y funeral
ʻAbdu'l-Bahá murió el lunes 28 de noviembre de 1921, poco después de la 1:15 a. m. (27 de Rabi' al-awwal, 1340 AH).
El entonces Secretario Colonial Winston Churchill telegrafió al Alto Comisionado para Palestina, "transmita a la Comunidad Bahaí, en nombre del Gobierno de Su Majestad, su simpatía y condolencia." Mensajes similares llegaron de Visconde Allenby, del Consejo de Ministros de Irak, y otros.
En su funeral, que se celebró al día siguiente, Esslemont señala:

un funeral como el que Haifa, o Palestina misma, nunca había visto... tan profundo era el pesar, que reunió a miles de dolientes, representando tantas y tan diferentes religiones, razas y lenguas.

Entre las charlas pronunciadas en el funeral, Shoghi Effendi menciona a Stewart Symes (Gobernador del Distrito Norte de Palestina bajo Mandato) brindando el siguiente tributo:
La mayoría de nosotros tenemos, creo, una imagen clara de Sir ʻAbdu'l Bahá ʻAbbás, de Su figura digna mientras caminaba pensativo por nuestras calles, de Sus modales corteses y gráciles, de Su amabilidad, de Su amor por los pequeños y las flores, de Su generosidad y cuidado por los pobres y sufrientes. Era tan gentil Él, y tan sencillo, que en Su presencia casi uno se olvidaba de que era un gran maestro, y de que Sus escritos y conversaciones habían servido de solaz e inspiración a cientos, miles de personas de Oriente y Occidente.
Fue enterrado en la sala frontal del Santuario del Báb en el Monte Carmelo. Su entierro allí está destinado a ser temporal, hasta que se pueda construir su propio mausoleo en las cercanías del Jardín de Riḍván, conocido como el Santuario de ʻAbdu'l-Bahá.

### Legado
ʻAbdu'l-Bahá dejó un testamento que fue escrito originalmente entre 1901 y 1908 y dirigido a Shoghi Effendi, quien en ese momento tenía solo entre 4 y 11 años. El testamento designa a Shoghi Effendi como el primero en una línea de Guardianes de la religión, un rol ejecutivo hereditario que puede proporcionar interpretaciones autorizadas de las escrituras. ʻAbdu'l-Bahá dirigió a todos los bahá'ís a acudir a él y obedecerlo, y le aseguró protección y guía divina. El testamento también reiteró formalmente sus enseñanzas, tales como las instrucciones para enseñar, manifestar cualidades espirituales, asociarse con todas las personas y evitar a los rompedores de la Alianza. Muchas obligaciones de la Casa Universal de Justicia y las Manos de la Causa también fueron elaboradas. Shoghi Effendi más tarde describió el documento como uno de los tres "estatutos" de la Fe bahá'í.
La autenticidad y las disposiciones del testamento fueron aceptadas casi universalmente por los bahaíes de todo el mundo, con excepción de Ruth White y algunos otros estadounidenses que intentaron protestar contra el liderazgo de Shoghi Effendi.
En volúmenes de The Baháʼí World publicados en 1930 y 1933, Shoghi Effendi nombró a diecinueve bahaíes como discípulos de ʻAbdu'l-Bahá y heraldos de la Alianza, incluyendo a Thornton Chase, Hippolyte Dreyfus-Barney, John Esslemont, Lua Getsinger y Robert Turner. No se han encontrado otras declaraciones sobre ellos en los escritos de Shoghi Effendi.
Durante su vida, hubo cierta ambigüedad entre los bahaíes respecto a su posición en relación con Baháʼu'lláh, y más tarde con Shoghi Effendi. Algunos periódicos estadounidenses lo informaron erróneamente como un profeta bahaí o el regreso de Cristo. Shoghi Effendi posteriormente formalizó su legado como el último de los tres "Figuras Centrales" del bahaísmo y el "ejemplo perfecto" de las enseñanzas, afirmando también que considerarlo en igual estatus que Baháʼu'lláh o Jesús era herético. Shoghi Effendi también escribió que durante la anticipada dispensación bahaí de 1000 años no habrá ningún igual a ʻAbdu'l-Bahá.

## Apariencia y personalidad

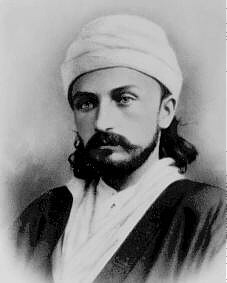
ʻAbdu'l-Bahá en 1868

ʻAbdu'l-Bahá fue descrito como apuesto, y tenía un notable parecido con su madre. Como adulto alcanzó una estatura media, pero daba la impresión de ser más alto. Tenía el cabello oscuro que caía hasta sus hombros, ojos de color gris, un cutis claro y una nariz aguileña. En 1890, el orientalista Edward Granville Browne lo conoció y escribió:

Rara vez he visto a alguien cuya apariencia me impresionara más. Un hombre alto y fuerte, erguido como una flecha, con turbante y vestiduras blancas, largos cabellos negros que casi llegan al hombro, amplia y poderosa frente que indica un intelecto fuerte combinado con una voluntad inquebrantable, ojos agudos como los de un halcón y rasgos marcados pero agradables; así fue mi primera impresión de 'Abbás Efendí, "el maestro".

Después de la muerte de Bahá’u’lláh, ʻAbdu'l-Bahá comenzó a envejecer visiblemente. A finales de la década de 1890, su cabello había vuelto blanco como la nieve y había profundas líneas en su rostro. Cuando era joven, era atlético y le gustaban el tiro con arco, la equitación y la natación. Incluso más tarde en su vida, ʻAbdu'l-Bahá se mantuvo activo dando largos paseos en Haifa y Acre.
ʻAbdu'l-Bahá fue una presencia importante para los bahá'ís durante su vida, y continúa influyendo en la comunidad bahá'í hoy en día. Los bahá'ís consideran a 'Abdu'l-Bahá como el ejemplo perfecto de las enseñanzas de su padre y, por lo tanto, se esfuerzan por emularlo. Las anécdotas sobre él se utilizan frecuentemente para ilustrar puntos específicos sobre moralidad y relaciones interpersonales. Se le recordaba por su carisma, compasión, filantropía y fuerza frente al sufrimiento. John Esslemont reflexionó que "[‘Abdu’l-Bahá] demostró que es posible, en medio del remolino y la agitación de la vida moderna, entre el amor de sí mismo y la lucha por la prosperidad material que prevalece en todas partes, vivir una vida de completa devoción a Dios y servicio al prójimo..."
Incluso los enemigos acérrimos de la Fe bahá'í en ocasiones quedaban impactados al conocerlo. Mírzá 'Abdu'l-Muḥammad Írání Mu'addibu's-Sulṭán, un iraní, y Shaykh 'Alí Yúsuf, un árabe, eran ambos editores de periódicos en Egipto que habían publicado ataques severos contra la Fe bahá'í en sus diarios. Visitaron a ‘Abdu’l-Bahá cuando él estuvo en Egipto y su actitud cambió. De manera similar, un clérigo cristiano, el Rev. J.T. Bixby, quien fue autor de un artículo hostil sobre la Fe bahá'í en Estados Unidos, se sintió obligado a reconocer las cualidades personales de ‘Abdu’l-Bahá. El efecto de ‘Abdu’l-Bahá en aquellos que ya eran bahá'ís comprometidos fue aún mayor.
ʻAbdu'l-Bahá era ampliamente conocido por sus encuentros con los pobres y moribundos. Su generosidad resultó en que su propia familia se quejara de que se quedaban sin nada. Era sensible a los sentimientos de las personas, y más tarde expresó su deseo de ser una figura querida por los bahá'ís diciendo "Yo soy vuestro padre... y debéis estar contentos y alegres, porque os amo en gran manera". Según relatos históricos, tenía un agudo sentido del humor y era relajado e informal. Hablaba abiertamente sobre tragedias personales como la pérdida de sus hijos y los sufrimientos que había soportado como prisionero, lo que mejoró aún más su popularidad.
‘Abdu’l-Bahá dirigió los asuntos de la comunidad bahá’í con cuidado. Estaba inclinado a permitir un amplio rango de interpretaciones personales de las enseñanzas bahá’ís mientras estas no contravinieran de manera evidente los principios fundamentales. Sin embargo, expulsó a los miembros de la religión que consideraba desafiaban su liderazgo y causaban deliberadamente desunión en la comunidad. Los brotes de persecución de los bahá’ís le afectaron profundamente. Escribió personalmente a las familias de aquellos que habían sido martirizados.

## Obras
El número total estimado de tablillas que ʻAbdu'l-Bahá escribió supera las 27,000, de las cuales solo una fracción ha sido traducida al inglés. Sus obras se dividen en dos grupos: primero, sus escritos directos, y segundo, sus conferencias y discursos registrados por otros. El primer grupo incluye El secreto de la civilización divina escrito antes de 1875, Un relato de viaje escrito alrededor de 1886, el Resāla-ye sīāsīya o Discurso sobre el arte de gobernar escrito en 1893, los Memoriales de los fieles, y un gran número de tablillas dirigidas a diversas personas; incluyendo a varios intelectuales occidentales como Auguste Forel, las cuales han sido traducidas y publicadas como la Tablilla a Auguste-Henri Forel. El secreto de la civilización divina y el Discurso sobre el arte de gobernar fueron ampliamente difundidos de forma anónima.
El segundo grupo incluye Contestación a unas preguntas, que es una traducción al inglés de una serie de charlas con Laura Barney, y La sabiduría de 'Abdu'l-Bahá, ʻAbdu'l-Bahá en Londres y La promulgación de la paz universal que son respectivamente discursos dados por ʻAbdu'l-Bahá en París, Londres y los Estados Unidos.
La siguiente es una lista de algunos de los muchos libros, tablillas y charlas de ʻAbdu'l-Bahá:
- Fundamentos de la unidad mundial
- Luz del Mundo: Tablillas Seleccionadas de ‘Abdu’l-Bahá.
- A los que fueron fieles
- Sabiduría de 'Abdu'l-Bahá
- El Secreto de la Civilización Divina
- Contestación a unas Preguntas
- Tablas del Plan Divino
- Tablilla a Auguste-Henri Forel
- Tablilla a La Haya
- Voluntad y Testamento de ʻAbdu'l-Bahá
- La Promulgación de la Paz Universal
- Seleccion de los Escritos de ʻAbdu'l-Bahá
- Filosofía Divina
- Tratado sobre política / Sermón sobre el arte de gobernar[125]